# Жайымов, Айткали Тлепкалиевич
Айткали Тлепкалиевич Жайымов (род. 5 мая 1947, Жылыойский район, Атырауская область, Казахская ССР, СССР) — советский и казахский дирижёр, композитор, музыкальный педагог, профессор. Заслуженный деятель Республики Казахстан (1994).

## Биография
Родился 5 мая 1947 года в Жылыойском районе Атырауской области.
Отец — Жайымов Тлепкали (1922—1988), работал бухгалтером, участник ВОВ, Ветеран труда, инвалид II группы.
Мать — Бежбаева Кумсай (1924—2009), Мать-героиня, Ветеран труда.
В 1978 году Окончил факультет народных инструментов Казахская национальная консерватория имени Курмангазы по специальностям «Домбра» и «Дирижирование».
В 1978 по 1991 годы — Преподаватель, старший преподаватель, заведующий кафедры домбры Алматинской государственной консерватории им. Курмангазы.
В 1991 по 2007 годы — Художественный руководитель и главный дирижёр Казахского Государственного академического оркестра народных инструментов им. Курмангазы.
В 1979 по 1981 годы — по направлению Министерства культуры СССР работал дирижером и педагогом-консультантом в Монголии (город Улан-Батор).
С 2008 года — художественный руководитель и главный дирижёр Казахского оркестра Государственной академической филармонии акимата города Астаны.
С 1999 года — Член Союза композиторов РК

## Творчество
Автор сборников «Шалқыма», «Шаттанамын», «Домбыра ойнау өнеры», «Домбыра үйрену мектебы» (совместно с С. Буркитовым, Б. Искаковым), а также учебника «Музыка» (совместно с Б. Искаковым, Ж. Енсеповым, Ж. Сарсенбеновым), предназначенного для учеников 5-6 классов общеобразовательных школ.
Выступал с концертами в таких странах, как США, Япония, Италия, Германия, Австрия, Франция, Норвегия, Куба, Чехословакия, Китай, Турция, Россия.
Был инициатором и принимал активное участие при открытии внутри кафедры домбры классов «Традиционное пение» («Пение с домброй»), «Шертер» и «Сыбызғы». Также, в 1991 году в состав Государственного академического оркестра народных инструментов им. Курмангазы впервые ввел группу кылкобыза и шертер.

## Награды и звания
- 1994 — Заслуженный деятель Республики Казахстан за заслуги в развитии казахской народной музыки.
- 1997 — профессор искусствоведческих наук
- 2007 — Почётный гражданин Жылыойского района
- 2007 — Почётный работник образования Республики Казахстан
- 2011 — Медаль «20 лет независимости Республики Казахстан»
- 2014 — Почётный гражданин Атырауской области
- 2015 — Медаль «550 лет Казахскому ханству»
- 2017 — Награждён медалью «Алпамыс батыр»
- 2017 — Награждён медалью «ТЮРКСОЙ»
- 2018 — Медаль «20 лет Казахскому Национальному университету искусств»
- 2018 — Орден Парасат за особые заслуги в области казахской народной музыки, а также за плодотворную работу в области музыкальной педагогики.[1]
- 2019 — обладатель премии имени Махамбета